# Grant George
Grant George (Watsonville, Kalifornia, 1971. május 19. –) egy amerikai szinkronszínész.

## Filmográfia

### Animék
- Ah My Buddha - Szakon
- Bleach - Izuru Kira
- Code Geass - Kento Szugijama
- Di Gi Charat - Rik
- Eiken - Sima Kuroszava
- Fate/Stay Night - Gilgamesh
- Fighting Spirit - Tacuja Kimura
- Ghost in the Shell - kisebb szerepek
- Ghost in the Shell: Stand Alone Complex - Akamine (2nd GIG)
- Green Green - Leader
- If I See You in my Dreams - Funakosi
- Initial D - Szeidzsi „Hawk” Ivaki
- Kite Liberator - Rin Gaga
- Kjo Kara Maoh! - Ken Murata
- Leave it to Pijoko! - Rik Heisenberg
- Makai Senki Diszgaea - Vyers; King Krichevskoy
- Mouse - Szorata Muon / Mouse
- Naruto - Ucsiha Jaszacsiro, Joroi Akado
- Requiem from the Darkness - Momoszuke Jamaoka
- Sugar: A Little Snow Fairy - Henry
- Tokko - Icsiro Hanzano
- Ultra Maniac - Mikami; Siro
- When They Cry - Keícsi Maebara
- Wind of Ebenbourg - Claude
- Jukikaze - Hangar Announcement (5. epizód); Radar Operator
- Zenki - kisebb szerepek

### Élőszereplős
- Art of the Devil - Rudzs Szivahiran
- The Sisters - Kob

### Videojátékok
- Bleach: Shattered Blade - Izuru Kira
- Bleach: Dark Souls - Izuru Kira
- Cross Edge - Prinny
- Dirge of Cerberus: Final Fantasy VII - kisebb szerepek
- Disgaea: Hour of Darkness - King Krichevskoy - 'Dark Adonis'/Prinny
- Disgaea 2: Cursed Memories - Axel
- Dissidia: Final Fantasy - Warrior of Light
- Dynasty Warriors 5: Xtreme Legends - Sun Jian
- Dynasty Warriors 5: Empires - Sun Jian
- Dynasty Warriors 6 - Sun Jian
- From Russia with Love - kisebb szerepek
- Hitman: Blood Money
- Kamen Rider: Dragon Knight - Axe
- The Lord of the Rings: The War of the Ring - Legolas/Stone Hurler
- Radiata Stories - Caesar/Johan/Shin
- Shin Megami Tensei: Persona 3 - Shinjiro Aragaki, Jin Shirato, Kurosawa
- Soul Calibur III - Kilik
- Soul Calibur IV - Kilik
- Star Ocean: First Departure - Cyuss Warren
- Tales of Legendia - Curtis
- Warriors Orochi - Sun Jian
- Wild Arms 4 - Lambda Zellweger/Shotel/GOb/Earthbound/Necromancer/Melchom